# Liste des ordres, décorations et médailles du Portugal
Les ordres, décorations et médailles de la Portugal constituent un système par lequel les citoyens, civils et militaires sont récompensés pour leur courage, leur réussite ou pour services rendus. Le système comprend les ordres honorifiques, les décorations, à titre civil ou militaire et les médailles.

## Ordres, décorations et médailles en vigueur
Présenté par ordre de préséance.
| Ordre de la Tour et de l'Épée (1459) | Médaille de la valeur militaire (1863) | Croix de guerre (1917) | Ordre du Christ (1319) | Ordre d'Aviz (1146) | Médaille du service distingué (1863) |
| ------------------------------------ | -------------------------------------- | ---------------------- | ---------------------- | ------------------- | ------------------------------------ |
|                                      |                                        |                        |                        |                     |                                      |
|                                      |                                        |                        |                        |                     |                                      |

| Médaille du mérite militaire (1946) | Ordre de Sant'Iago de l'Épée (1863) | Ordre de l'Infant Dom Henri (1960) | Ordre de la Liberté (1976) | Médailles pour Service distingué, par type de services, ici Défense national pour exemple. | Médaille pour Comportement exemplaire |
| ----------------------------------- | ----------------------------------- | ---------------------------------- | -------------------------- | ------------------------------------------------------------------------------------------ | ------------------------------------- |
|                                     |                                     |                                    |                            |                                                                                            |                                       |
|                                     |                                     |                                    |                            |                                                                                            |                                       |